# TOYAMA地域映画フェスティバル
TOYAMA地域映画フェスティバル（とやまちいきえいがフェスティバル）は2005年（平成17年）から開催している映画祭。主催は北日本新聞社。「富山を“映画のまち”に」というスローガンで誕生した。上映作品は、ロケ地をご当地としてそのまま撮影した作品のみを取り扱うこととしている。

## 開催遍歴
- 第1回 - 2005年（平成17年）11月3日、5日、6日の3日間
- 第2回 - 2006年（平成18年）10月28日、29日、11月1日 - 4日の6日間
- 第3回 - 2007年（平成19年）8月25日 - 27日、29日 - 9月2日の8日間

## その他
- この映画祭がきっかけで、2009年6月公開の映画『劔岳 点の記』（木村大作監督）が作られた。
- 第3回の映画祭では、富山からスターの卵をうみだす目的で、『TOYAMA映画デビューオーディション』」を併設。第4回は、2008年（平成20年）9月6日～23日に行われた。
  - ちなみに富山市出身のタレントである高沢奈苗は、2007年の同オーディションにファイナリストまで進むも落選。その後2008年の同オーディションでは、当時所属していた事務所との協議の末、敗者復活で合格している。